# Dean Barrow
Dean Oliver Barrow (Belize City, 2 marzo 1951) è un politico beliziano, primo ministro del Belize e capo del Partito Democratico Unito. Barrow è stato vice primo ministro e ministro degli Esteri dal 1993 al 1998, nonché capo dell'opposizione fino a che il PDU non ha vinto le elezioni del febbraio 2008, in seguito alle quali è divenuto primo ministro. Barrow è il primo nero a essere primo ministro del Belize.